# Aeropista de Tuxpan (Nayarit)
El Aeródromo de Tuxpan (Código DGAC: TXP) es un pequeño aeropuerto privado de uso público ubicado en la ciudad de Tuxpan, Nayarit y es operado por Servicios Aéreos Agrícolas y Forestales de México, S.A. de C.V. Cuenta con una pista de aterrizaje de 830 metros de largo y 10 metros de ancho, así como una plataforma de aviación de 2,250 metros cuadrados (25m x 90m). Actualmente solo opera aviación general.